# Черненково (Покровский район)
Черненково (укр. Чорненкове) — село,
Покровский поселковый совет,
Покровский район,
Днепропетровская область,
Украина.
Код КОАТУУ — 1224255119. Население по переписи 2001 года составляло 412 человек .

## Географическое положение
Село Черненково находится на правом берегу реки Волчья,
выше по течению на расстоянии в 2,5 км расположен пгт Покровское,
ниже по течению на расстоянии в 1 км расположено село Левадное,
на противоположном берегу — село Старокасьяновское.
Рядом проходит железная дорога, станция Мечетная в 3-х км.

## История
- 1807 — дата основания.

## Объекты социальной сферы
- Фельдшерско-акушерский пункт.
- Дом культуры.